# Johannes Flachmeyer
Johannes Flachmeyer (* 1980 in Lübeck) ist ein deutscher Schauspieler und Drehbuchautor.

## Leben
Flachmeyer nahm, um Schauspieler zu werden, an mehreren Vorsprechen teil, u. a. an der Hochschule „Ernst-Busch“ in Berlin, wo er ebenfalls angenommen wurde. Sein Schauspielstudium absolvierte er aber schließlich von 2004 bis 2007 an der Otto-Falckenberg-Schule in München. Während seines Studiums spielte er u. a. an den Münchner Kammerspielen. 2007 trat er am Stadttheater Fürth in dem Märchenabend Der Wolf ist tot (Regie: Stefan Otteni), einer Produktion der Münchner Kammerspiele, nach Motiven der Gebrüder Grimm auf. Hierfür erhielt er 2007 den Ensemblepreis bei den Bayerischen Theatertagen.
Ab der Spielzeit 2007/08 war er für zwei Spielzeiten festes Ensemblemitglied am Theater Bremen. Dort stand dort stand er u. a. als Sohn Michael Peschler in Angst verboten von Lukas Holliger (Premiere: Oktober 2007, Regie: Alice Buddeberg), als Ruprecht in Der zerbrochne Krug (Premiere: Oktober 2008, Regie: Christian Pade), als Clitandre in Der Menschenfeind (Premiere: Dezember 2008, Regie: Alice Buddeberg), als Georges in Die schmutzigen Hände (Premiere: Januar 2009, Regie: Wulf Twiehaus) und als Architekt in Die Wahlverwandtschaften (Premiere: April 2009, Regie: Philip Stemann) auf der Bühne. In der Spielzeit 2009/10 war er als Gast am Schauspiel Frankfurt engagiert, wo er in Robert Schusters Inszenierung von Brechts Mutter Courage und ihre Kinder spielte, u. a. als Werber, als der Einäugige und als der junge Soldat.
In der Spielzeit 2010/11 trat er in Hamburg am Altonaer Theater als Gast in der Rolle des Harry in Neue Vahr Süd (Premiere: April 2011, Regie: Georg Münzel) auf. In der Spielzeit 2011/12 übernahm er außerdem am Deutschen Schauspielhaus Hamburg die Rolle des Trigorin in Die Möwe in einer Inszenierung von Alice Buddeberg. Im Januar 2012 gehörte er am Deutschen Schauspielhaus Hamburg zur Uraufführungsbesetzung von Oliver Klucks Schauspiel Leben und Erben (Regie: Dominique Schnizer).
Während seines Studiums hatte er bereits erste Film- und Fernsehengagements. Im Fernsehen war er in der ZDF-Krimireihe Stubbe – Von Fall zu Fall (2010; als ermordeter Fußballspieler und Whistleblower Gerwin Streek) und in den ZDF-Fernsehserien SOKO Leipzig (2011; als Westernschütze Carsten Assner), Kommissar Stolberg (2011; als Felix Hussmann, Geschäftspartner des Mordopfers) und Küstenwache (2011; als Projektleiter Henk Mühlsdorf).
Flachmeyer arbeitet auch als Sprecher für Radio-Features und bei Synchronarbeiten.
Von 2014 bis 2018 studierte Flachmeyer Drehbuchschreiben an der Deutschen Film- und Fernsehakademie Berlin (DFFB). Seit Abschluss des Studiums ist er hauptsächlich als Drehbuchautor tätig. Er lebt in Berlin.

## Filmografie
- 2010: Jeder Mensch braucht ein Geheimnis (Fernsehfilm)
- 2010: Stubbe – Von Fall zu Fall – Verräter (Fernsehreihe)
- 2011: SOKO Leipzig (Fernsehserie; Folge: High Noon)
- 2011: Legal.Illegal (Kurzfilm)
- 2011: Kommissar Stolberg (Fernsehserie; Folge: Geld oder Liebe)
- 2011: Küstenwache (Fernsehserie; Folge: Im Auge des Sturms)